# Oligonychus plumosus
Oligonychus plumosus är en spindeldjursart som beskrevs av Estebanes och Baker 1968. Oligonychus plumosus ingår i släktet Oligonychus och familjen Tetranychidae. Inga underarter finns listade i Catalogue of Life.